# Enciso (La Rioja)
Enciso település Spanyolországban, La Rioja autonóm közösségben. Enciso Munilla, Arnedillo, Préjano, Muro de Aguas, San Pedro Manrique és Yanguas községekkel határos. Lakosainak száma 170 fő (2024).

## Népesség
A település népessége az elmúlt években az alábbi módon változott:
| Lakosok száma | 174  | 154  | 171  | 159  | 167  | 164  | 173  | 160  | 172  | 170  |
|               | 2001 | 2004 | 2007 | 2009 | 2012 | 2014 | 2017 | 2019 | 2022 | 2024 |